# Waly Dia
Pour les articles homonymes, voir Dia.
Waly Dia, né le 6 décembre 1988 est un comédien et humoriste français.

## Biographie
Waly Dia est né le 6 décembre 1988 à Grenoble (Isère), d'une mère française et d'un père sénégalais. Il quitte sa ville natale de Grenoble en 2010, pour s'installer à Nantes où il fait ses premières armes sur scène.
Il est candidat de l'émission On n'demande qu'à en rire de Laurent Ruquier sur France 2, du 30 juin 2011 au 29 octobre 2012. Il y rencontre rapidement le succès, et le 17 novembre 2011, après dix passages, il en devient pensionnaire.
Ses sketchs sont énergiques, il se fait remarquer en modifiant sa voix de manière surprenante et en dansant.
Il est qualifié pour le spectacle On n'demande qu'à en rire au Casino de Paris avec Arnaud Tsamere, Artus, Les Lascars gays et Florent Peyre lors du second prime de sélection. Son record personnel est de 95/100.
Repéré lors d'une scène ouverte, il rejoint à sa création le Jamel Comedy Club en 2012.
Produit par Jamel Debbouze (dont il assure plusieurs premières parties), il joue son spectacle Garde la pêche ! au Comedy Club à Paris et en tournée dans toute la France,.
En 2014, il présente le Canal J Battle Dance sur Canal J, participe au festival Marrakech du rire avec une prestation remarquée et partage l'affiche du film À toute épreuve avec entre autres Marc Lavoine, Samy Seghir et La Fouine.
Il participe au clip Fresh Prince de Soprano sous le nom de Jeffrey. Dans cette chanson, Soprano répète la phrase « Jeffrey, remets-nous des glaçons ! », qui deviendra un phénomène sur les réseaux sociaux.
Il tient un rôle récurrent dans la série Commissariat central diffusée sur M6 depuis le 27 août 2016 et obtient le rôle principal du film Père fils thérapie ! sorti le 28 décembre 2016.
En 2018, il obtient un rôle récurrent dans une série Netflix française, Osmosis. Cette même année, il sort son deuxième spectacle Ensemble Ou Rien.
À partir de septembre 2020, il obtient une chronique sur France Inter dans l'émission de radio intitulé à cette époque Par Jupiter !, devenu C’est encore nous ! en 2022, puis Le Grand Dimanche soir en 2023,.
En 2024, Waly Dia est interdit d'affichage dans le métro parisien en raison de l'affiche de son spectacle « Une heure à tuer ». La régie publicitaire de la RATP jugeant qu'elle « présente un caractère politique incompatible avec le devoir de neutralité qui s’impose dans les transports publics et pourrait être considérée comme diffamatoire ou injurieuse », notamment les propos concernant l'IGPN ou Emmanuel Macron.
Depuis octobre 2024, l'humoriste a un lundi sur deux une chronique dédiée sur Mediapart. C'est à chaque fois un extrait d'une représentation récente de son spectacle "Une heure à tuer" traitant de l'actualité. Ce spectacle lui vaut une nomination aux Molières 2025, pour la catégorie du meilleur spectacle d'humour, où Nora Hamzawi, Bérengère Krief et Paul Mirabel sont également distingués fin mars. 

## Filmographie

### Télévision
- 2011 : Soda (série télévisée) (M6)
- 2012 : Bref. (série télévisée) (Canal+) : le mec de Manuela
- 2012 : À votre service (mini-série) (TF1) : Samir Sarahoui
- 2014 : Scènes de ménages (série télévisée) (M6)
- 2016-2018 : Commissariat Central (série télévisée) (M6) : Vince Meunier
- 2017-2018 : Les Chamois (série télévisée) (TF1) : Maxime
- 2019 : Osmosis (série télévisée) (Netflix) : Simon
- 2020 : Avis de Tempête de Bruno Garcia (téléfilm) (France 3) : Tom Botrel[9]
- 2021 : Invulnérables / J'irai au bout de mes rêves de Stéphanie Pillonca (téléfilm) (M6) : Dimitri
- 2022 : À mon tour de Frédéric Berthe (téléfilm) (France 2) : Gabin Diop
- 2022 : Vise le cœur de Vincent Jamain (téléfilm) : Darri
- 2023 : Caméra Café, 20 ans déjà de Bruno Solo et Yvan Le Bolloc'h (téléfilm) : Kamel
- 2024 : Nudes, épisodes 1 à 4 d'Andréa Bescond (série télévisée) (Amazon Prime Video) : Adam Kebe

### Cinéma
- 2014 : À toute épreuve d'Antoine Blossier : Fausto
- 2016 : Père fils thérapie ! d'Emile Gaudreault : Marc Laroche
- 2017 : L'Ascension de Ludovic Bernard : Max
- 2018 : La Finale de Robin Sykes : un policier du barrage routier
- 2020 : Sous nos yeux de Sandy Lobry

### Doublage
- 2013 : Khumba d'Anthony Silverston : Nigel (version française)
- 2023 : Migration de Benjamin Renner et Guylo Homsy : Delroy[note 1]

### Clips
- 2014 : Fresh Prince de Soprano

## Théâtre
Pièces de théâtre de Waly Dia.

### One-man-shows
- 2012-2013 : premières parties de Tout sur Jamel de Jamel Debbouze
- 2012-2014 : Face à face(s)
- 2014-2016 : Garde la pêche
- 2018-2023 : Ensemble ou rien
- Depuis 2024 : Une heure à tuer

### Spectacles collectifs
- 2012 : On n'demande qu'à en rire : le spectacle au Casino de Paris
- 2013 : tournée Jamel Comedy Club
- 2013, 2014, 2016 et 2022 : Marrakech du rire

## Émissions
Emissions de radio de Waly Dia.

### Radio
- 2016 : Les Grosses Têtes, sur RTL : sociétaire
- 2020-2024 : chroniqueur Le Grand Dimanche soir, sur France Inter

### Télévision
- 2011-2012 : On n'demande qu'à en rire (France 2)

| 1 | J'habite une cité sensible | 30 juin 2011 | 67 |

| 2       | Un supporter de DSK veut qu'il redevienne candidat | 7 septembre 2011  | 71                                         |
| 3       | Comment sont tes nouveaux profs ? | 15 septembre 2011 | 70                                         |
| 4       | Porteur de valises revenant d'Afrique | 30 septembre 2011 | 86                                         |
| 5       | Être barbu, une cause de licenciement ? (participation de Babass)                                                                                         | 7 octobre 2011    | 91                                         |
| 6       | Attention aux vols de portables | 10 octobre 2011   | 15/20 (téléspectateurs)                    |
| 7       | Trop de femmes dans l'enseignement | 18 octobre 2011   | 83                                         |
| 8       | Les sages-femmes manifestent | 29 octobre 2011   | 89                                         |
| 9       | Qui vit dans mon HLM ? | 8 novembre 2011   | 86                                         |
| 10      | La folie « Dirty Dancing » (en duo avec Artus et participation de Garnier et Sentou, Arnaud Tsamere, Nicole Ferroni, Shirley Souagnon et Donel Jack'sman) | 17 novembre 2011  | 75                                         |
| 11      | Photographe pour classe d'école (participation de Sandra Colombo)                                                                                         | 24 novembre 2011  | 87                                         |
| 12      | Père Noël devant les grands magasins (participation de Nicole Ferroni, Sacha Judaszko, Artus, Ahmed Sylla et Guillaume Bats)                              | 7 décembre 2011   | 95                                         |
| 13      | Un footballeur français dans un club chinois (participation d'Ahmed Sylla)                                                                                | 2 janvier 2012    | 13/20 (téléspectateurs)                    |
| 14      | Le classement des présentateurs météo | 20 janvier 2012   | 76                                         |
| 15      | La 1re collection Zahia | 31 janvier 2012   | 76                                         |
| 16      | Quel masque choisir pour Mardi Gras (participation d'Ahmed Sylla, Babass, Pascal Rocher, Shirley Souagnon et Arnaud Cosson)                               | 17 février 2012   | 77                                         |
| 17      | Les petits Français mieux éduqués que les Américains | 13 mars 2012      | 69                                         |
| 18      | Vladimir Poutine retrouve le pouvoir | 23 mars 2012      | 63                                         |
| Prime 2 | "The Artist", la comédie musicale (participation d'Ahmed Sylla, Donel Jack'sman et de danseurs)                                                           | 13 avril 2012     | 162/200 (jury : 79 - téléspectateurs : 83) |
| Prime 3 | Répétitions avec Madonna (participation de Pierre Diot, Guillaume Sentou, Donel Jack'sman et deux danseurs)                                               | 29 juin 2012      | 136/200 (jury : 64 - téléspectateurs : 72) |

| 19 | Les Pussy Riot enfermées dans leur camp                                                                   | 13 septembre 2012 | 71 |
| 20 | Rechercher ses ancêtres sur Internet (participation de Ahmed Sylla, Kevin Razy, Artus et Donel Jack'sman) | 27 septembre 2012 | 87 |
| 21 | Les cartables des élèves sont trop lourds                                                                 | 11 octobre 2012   | 93 |

- 2011 : Repérages l'émission (Canal+ décalé)
- 2012-2015 : Jamel Comedy Club (Canal+)
- 2013-2016 puis 2020 : Mot de passe (France 2)
- 2014 : Canal J Battle Dance (Canal J) : animateur
- 2014 : Gulli Battle Dance (Gulli) : animateur
- 2015 : Fort Boyard (France 2)
- 2015 : Le Maillon faible sur D8
- 2015 : L'Académie des neuf (NRJ 12)
- 2015 : Les People retournent à l'école (NRJ 12)
- 2016-2017 : Le Grand Blind Test (TF1)
- 2019 : Le Meilleur Pâtissier (M6)[10]
- 2019 : Tout le monde joue (France 2)

## Distinctions

### Récompenses
- Festival Humour en Capitales 2011 : Prix des jeunes talents[11].
- 17e édition de la cérémonie des prix éthiques et des casseroles Anticor : Prix éthique du spectacle d’humour en 2025
- Auguste 2025 : Prix de l'auteur de textes de spectacles de l'Humour de l'année pour Une heure à tuer

### Nomination
- Molières 2025 : Molière de l'humour pour Une heure à tuer